# Tomasz Makowski
 (août 2017).
Tomasz Artur Makowski (API [ˈtɔmaʃ ˈartur maˈkɔfski]; né en 1970) est un historien et bibliothécaire polonais. En 2007, il est nommé directeur général de la Bibliothèque nationale de Pologne. Il est également président de Conseil national des bibliothèques, de Conseil de ressources nationales bibliothécaires et de Comité de Numérisation de Ministère de la Culture et du Patrimoine national.

## Biographie
Docteur en histoire (Université Cardinal Stefan Wyszyński de Varsovie, 2001), spécialiste d’histoire des bibliothèques et des manuscrits. Il est l'auteur de trois livres (1996, 1998, 2005) et plusieurs articles scientifiques dans ces domaines. En 2005 il organise la première exposition monographique consacrée à la Bibliothèque Zamoyski.
Tomasz Makowski est professeur associé à la Faculté d'Histoire et sciences sociales de l'Université Cardinal Stefan Wyszyński.
Depuis 1994, il travaille à la Bibliothèque nationale de Pologne. Avant de devenir le directeur général en 2007, il travaille comme directeur du département des Fonds spéciaux puis comme directeur de la recherche.
Il est membre de nombreuses organisations polonaises et internationales par exemple Bibliothèque européenne, Comité national Mémoire du monde de l'UNESCO, Conseil du Musée national de Cracovie, Conseil du Fryderyk Chopin Institute, Conseil de l'Institut polonais du Livre et du comité de rédaction de "Polish Libraries Today". Depuis 2011, il est membre d'honneur de l'Association internationale de bibliophilie.